# Raxseilbahn

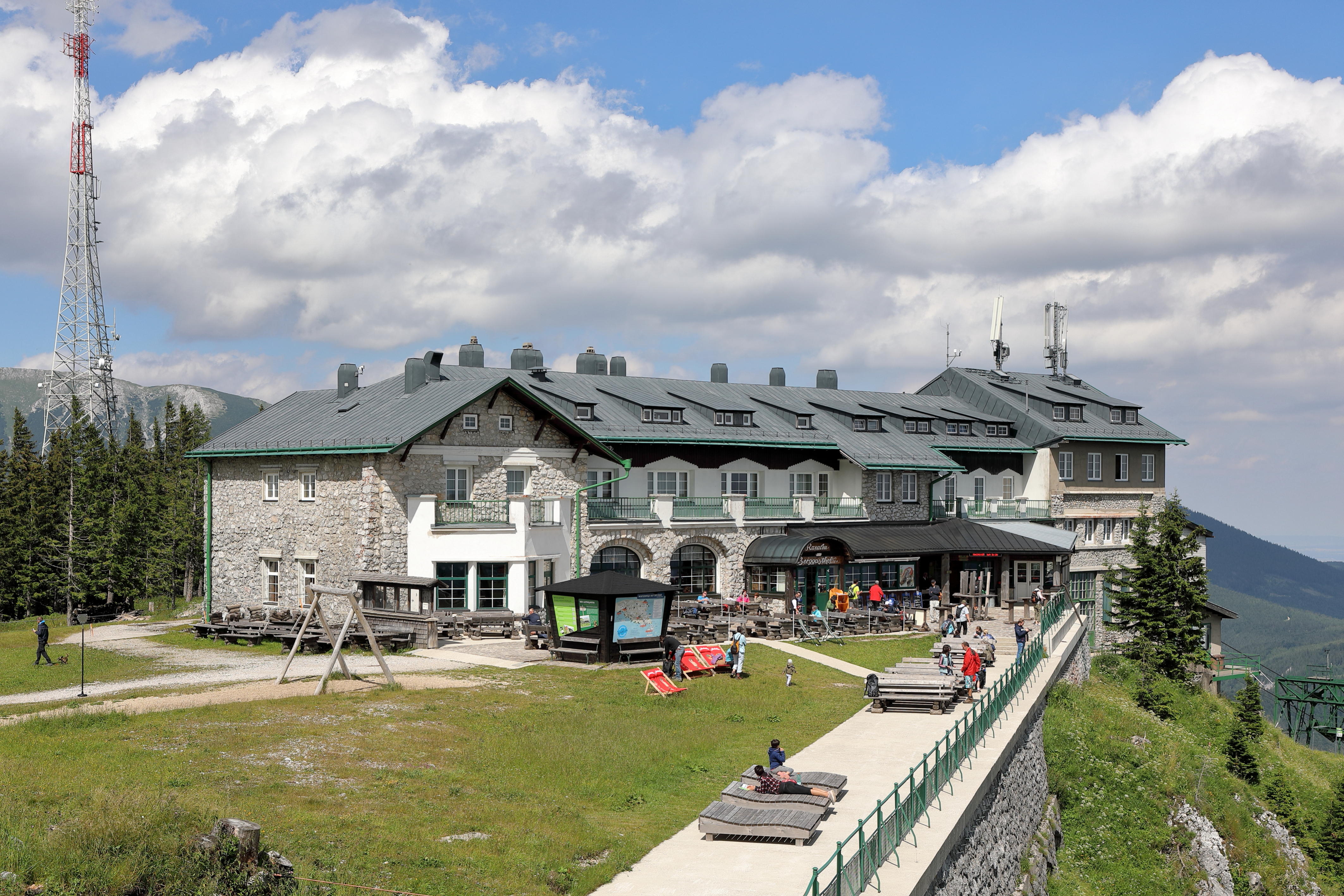
Südwestansicht des Raxalpen-Berggasthofes und Bergstation der Raxseilbahn. Links hinten der Gipfel des Waxriegels auf dem Schneeberg

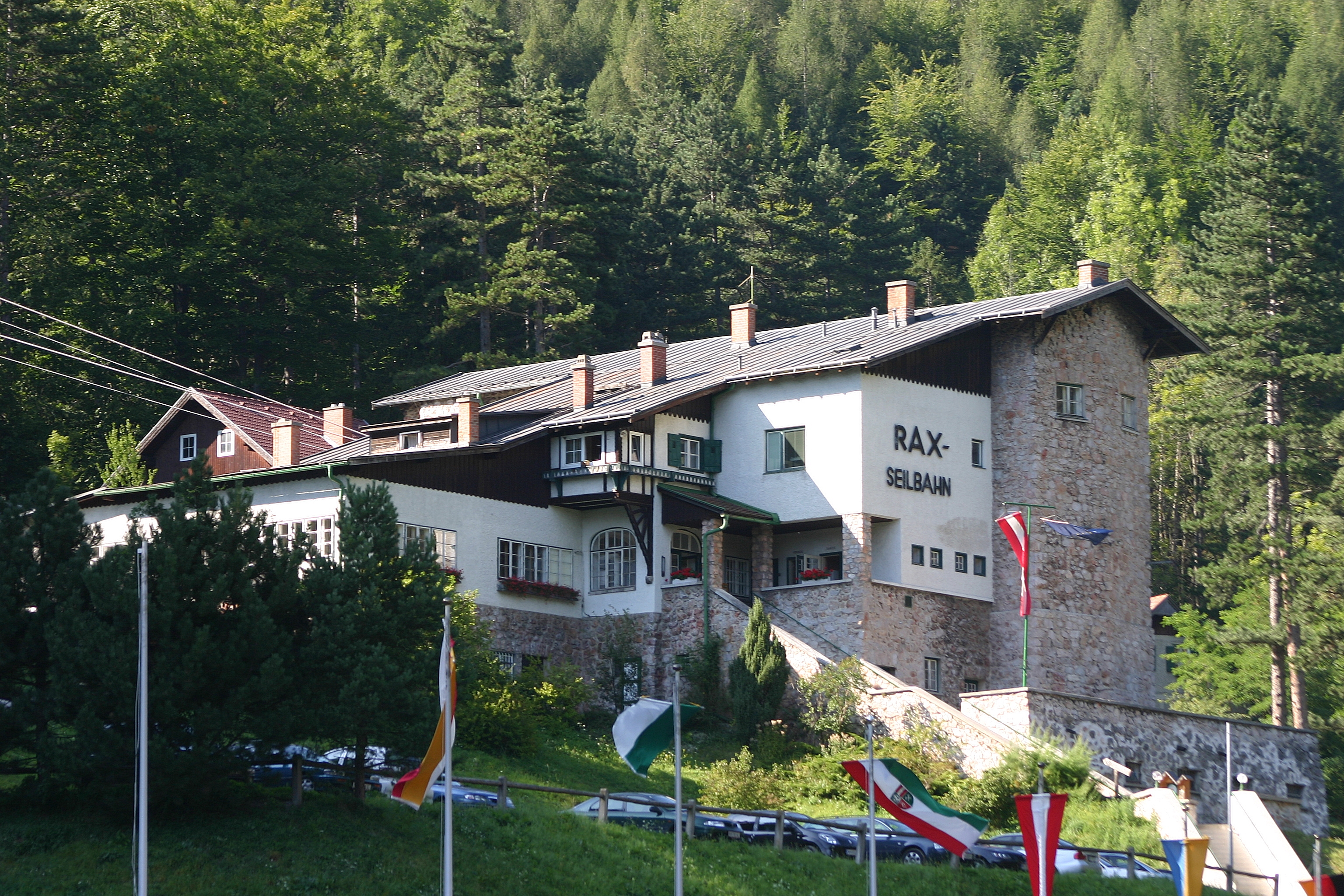
Talstation der Raxseilbahn in Hirschwang

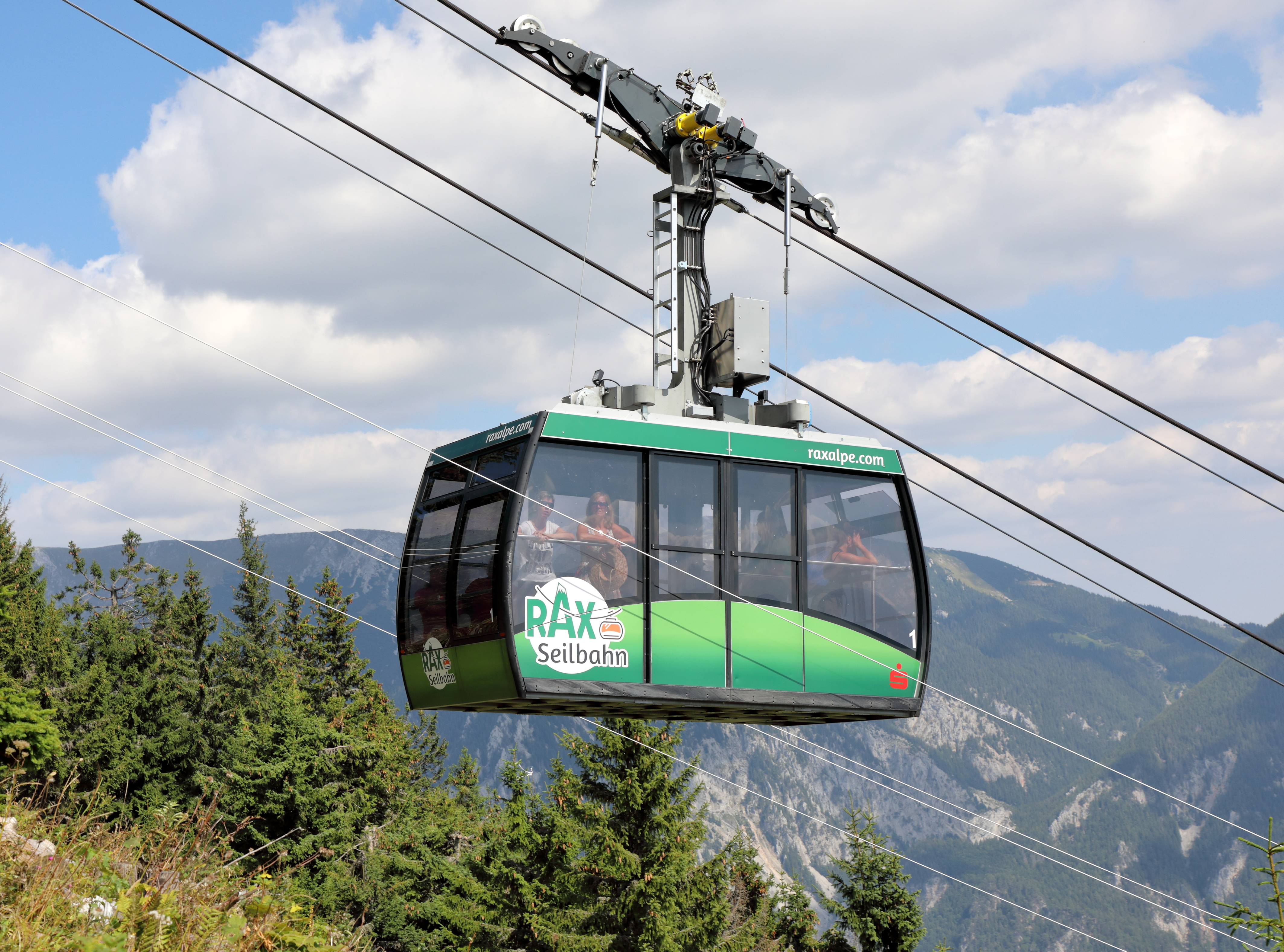
Eine der beiden Kabinen (4. Generation, gefertigt 2002 von Carvatech, generalüberholt 2015/16) der Raxseilbahn kurz vor der Bergstation-Ankunft bzw. zwischen Stütze 4 und 5

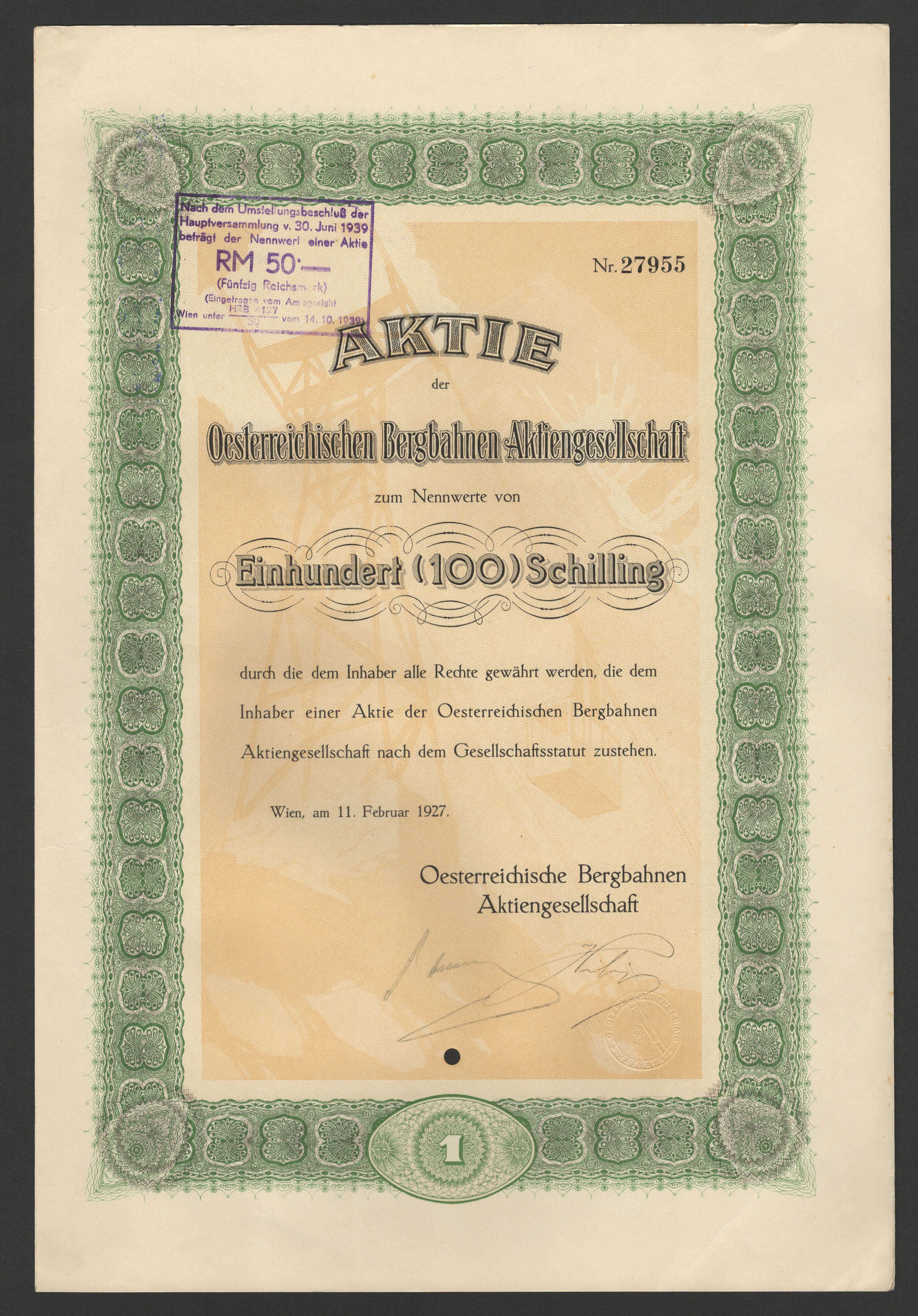
Aktie über 100 Schilling der Oesterreichischen Bergbahnen AG vom 11. Februar 1927

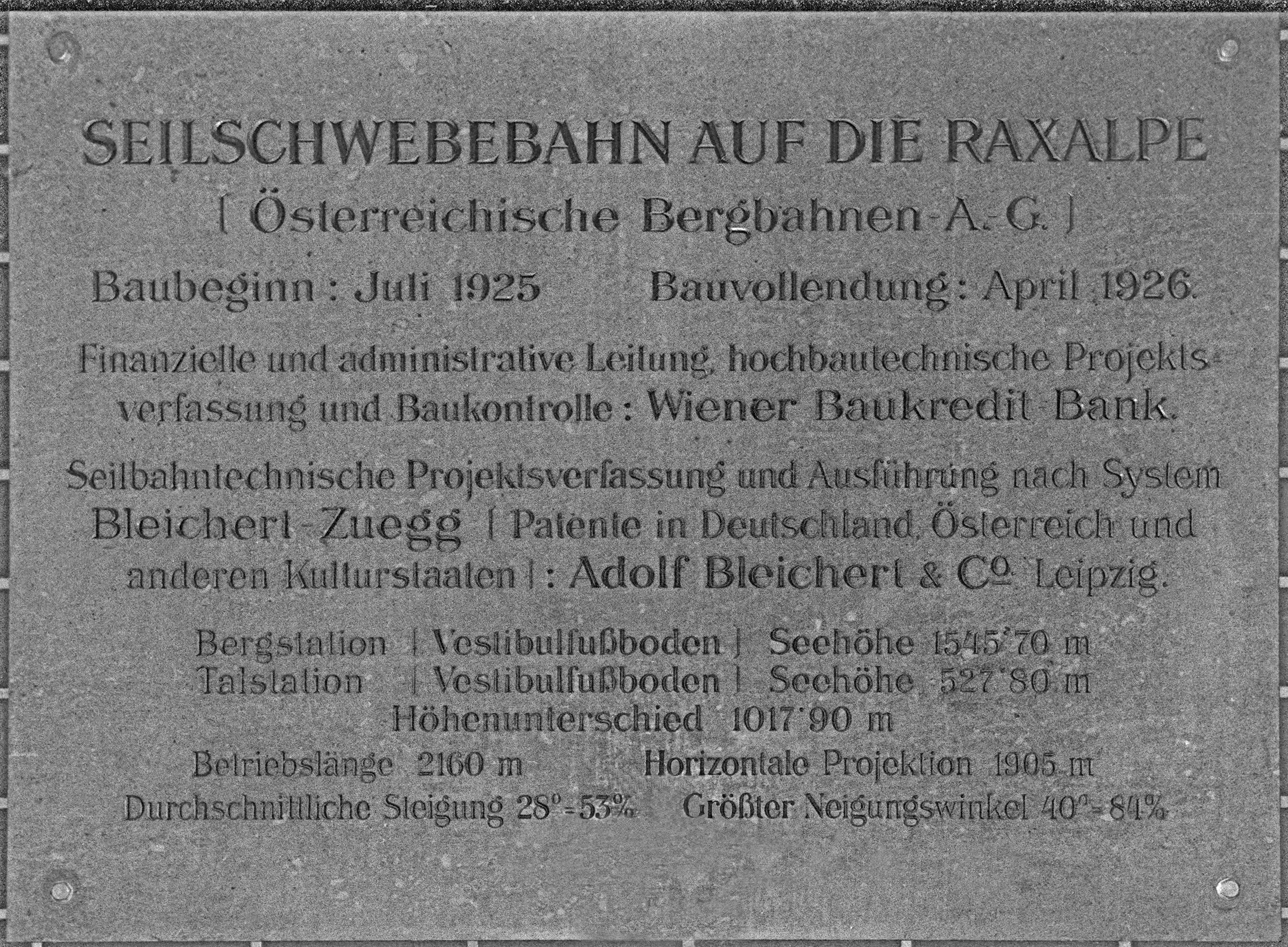
Bergstation, Plakette aus Anlass der Bahnfertigstellung

Die Raxseilbahn führt von Hirschwang in Niederösterreich auf die Rax. Die Kabinenseilbahn führt von einer Seehöhe von 528 m ü. A. auf 1.546 Meter. Für die Betriebslänge von 2.160 Metern benötigt sie zwischen sieben und zehn Minuten. Die größte Entfernung zwischen Gondel und Boden beträgt 60 Meter, die größte Spannweite 800 Meter.

## Geschichte

### Widerstände
Planungen im Jahre 1908 gingen von einer Bahn aus, die in ihrem Anfang Adhäsionsbahn, später Drahtseilbahn werden sollte. In das Vorhaben eingebunden war die (sich bereits 1899 abzeichnende) Errichtung eines großen Palasthotels auf der Raxalpe. 
Dieses Projekt stieß 1910 bei den Alpinvereinen auf vehemente Ablehnung. Noch 1924 schien das Vorhaben erledigt zu sein, als die Gemeinde Wien, Liegenschaftseigentümerin im umgebenden Quellgebiet (I. Wiener Hochquellenwasserleitung), ihre ablehnende Haltung kundtat.
Auch noch nach Baubeginn, Juli 1925, wurde von der Gefährdung des Vorhabens berichtet.
Nach Eröffnung wichen die Einwände gegen den Bau der Bahn sowie die Errichtung der höheren gesellschaftlichen Ansprüchen genügen wollenden Bergstation der Einsicht: Bei vielen wird die Liebe zur Rax ganz neu dadurch aufflammen. Die Rax wird in kurzer Zeit ein österreichisches Davos und St. Moritz werden.

### Der Bau
Für den Bau der Bahn wurde die Oesterreichische Bergbahnen AG gegründet. Die Pendelbahn wurde zwischen Juli 1925 und April 1926 als erste touristische Seilbahn in Österreich von Adolf Bleichert & Co. und der Simmeringer Maschinen- und Waggonfabrik erbaut (Konzession kundgemacht am 13. August 1925). Ein Jahr lang fuhr sie als Materialseilbahn, wurde am 9. Juni 1926, im Beisein von Bundespräsident Michael Hainisch, als Personenseilbahn, ein Mittelding zwischen Flugzeug und Omnibus, eröffnet und nächsten Tags dem Publikumsverkehr übergeben. Die Regelbetriebszeiten sahen zwischen 8 und 20 Uhr Fahrten im Stundentakt vor; der Normalpreis betrug fünf Schilling für die Berg-, vier für die Talfahrt; Kinderkarten kosteten zwei Schilling und 50 Groschen. Zwischen dem Bahnhof Payerbach und der Talstation der Raxseilbahn wurde ein Autobusverkehr eingerichtet. Ab 1926  konnte mit der heute nur verkürzt und als Museumsbahn betriebenen, schmalspurigen Lokalbahn Payerbach – Windbrücke Raxbahn ein schienengebundener Zubringerverkehr zur Südbahnstrecke offeriert werden.
Da die Raxseilbahn im näheren Ausflugsgebiet der Wiener Bevölkerung liegt, war sie immer sehr erfolgreich. Sie hatte eine heute ungewöhnlich erscheinende Besonderheit: Die Sommerkabine hatte anstelle der Außenwände eine Reling; das offene Dach konnte durch eine Zeltbahn verschlossen werden. Auch während des Zweiten Weltkrieges war sie in Betrieb und beförderte bis zu 240.000 Fahrgäste pro Jahr auf den Berg. Bis auf kurze Revisionsunterbrechungen verkehrt sie ganzjährig. Seit ihrer Eröffnung wurde sie mehrfach umgebaut und modernisiert, zuletzt im Winter 2015/2016.

### Begebenheiten
- Am 20. Juli 1926 nutzten Marie Bonaparte, Prinzessin von Griechenland und Dänemark, und deren Kinder die Raxseilbahn, um im Bergrestaurant den Mittagstisch einzunehmen.[14]
- Etwa drei Wochen nach Eröffnung der Seilbahn wurde deren ehemaliger Betriebsleiter unter dem Verdacht, im Jänner 1926 den Wächter der Raxseilbahn ermordet zu haben, in das Kreisgericht Wiener Neustadt eingeliefert.[15]
- Am 10. August 2007 kam es wegen eines Seilüberschlags zum Stillstand der Seilbahn. Aus den Gondeln mussten 14 Personen von der Bergrettung abgeseilt und etwa 70 Personen von der Bergstation mittels Hubschrauber ins Tal befördert werden[16]. Bereits am nächsten Tag konnte nach einer technischen Überprüfung wieder der Normalbetrieb aufgenommen werden.

## Technische Realisierung

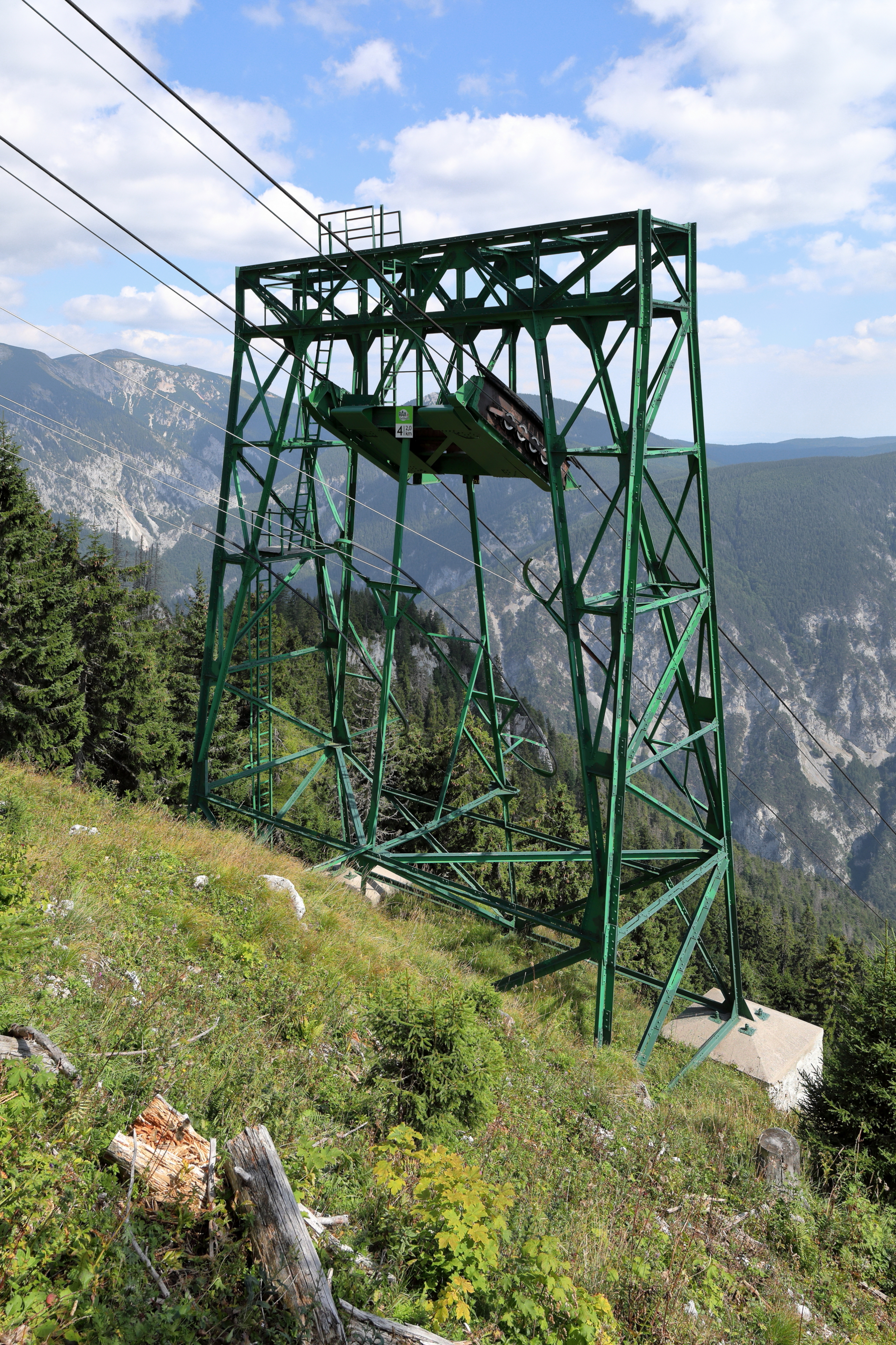
Eine der Portalstützen vor den Stationen. Neben den Stationsgebäuden sind die Stützen die einzigen Teile, die noch original erhalten sind.

Die Raxseilbahn ist als zweispurige Pendelbahn und pro Spur mit einem Tragseil, einem Zugseil und einem Hilfsseil ausgeführt. Der Antrieb befindet sich in der Bergstation und besteht aus Sicherheitsgründen aus zwei getrennten elektrischen Asynchronmotoren mit einer Leistung von je 132 kW, welche über Frequenzumrichter gespeist werden und gemeinsam über ein Summierungsgetriebe auf das umlaufende Zugseil wirken. Die Spanngewichte für die Trag- und Zugseile befinden sich in der Talstation. Entlang der Trasse befinden sich in Summe fünf Stützen, wobei die Stützen bei den beiden Stationen wegen der vergleichsweise geringen Spurweite als Portalstützen ausgeführt sind.
Da sich der Antrieb bei Pendelbahnen üblicherweise in der Bergstation befindet, so auch bei der Raxseilbahn, muss auch die Energieversorgung für den Antrieb über die Bergstation erfolgen. Bis zum Jahr 1990 war das Raxplateau nicht mit dem öffentlichen Stromnetz verbunden und für den Betrieb der Bahn und der elektrischen Versorgung der umliegenden Berghütten wurden Dieselaggregate mit einem Jahresverbrauch von 19.000 l Diesel eingesetzt. Seit 1990 besteht von Hirschwang eine als Erdkabel ausgeführte und mit 20 kV betriebene Mittelspannungleitung, welche neben der Bergstation auch den Sender Reichenau Raxalpe und benachbarte Berghütten wie das Otto-Schutzhaus mit elektrischer Energie versorgt. Einzig der für Notfälle vorgesehene autarke Antrieb setzt ein Dieselaggregat voraus.